# حوارين
حوارين قرية في ناحية مهين التابعة لمنطقة حمص في محافظة حمص في سورية. تقع على بعد 80 كم إلى الجنوب الشرقي من حمص شرق الطريق السريع بين حمص ودمشق وفيها العديد من المباني الأثرية تعود للعهد الروماني.
تقع قرية حوارين على تخوم البادية السورية شرقي حمص حوالي 75 كم بين صدد والقريتين بجانب ناحية مهين من الشمال تفصل بينهم محطة القطار قرية صغيرة في مساحتها الجغرافية ولكنها غنية بالمعطيات التاريخية وبالأوابد الأثرية التي تدل على عراقتها الاستثنائية وجاءت تسميتها من الحواريين عند المسيحيين هم الرسل الإثنا عشر الذين انتقاهم السيد المسيح عليه السلام بين تلاميذه ويقال أن فيها قبر أحد الحواريين. ويتحدث الباحث روبرت وود في كتابه «آثار تدمر» عن حوارين قائلاً: «وجدنا فيها بعض الآثار التي تدل على أنها كانت موقعاً هاماً فيما مضى من أيام ففيها رأينا برجاً مربعاً ذا فتحات دفاعية ونظن أن تاريخ إقامته كانت قبل حوالي ثلاثة آلاف سنة كما وجدنا فيها كنيستين قائمتين نوعا ما بهما تصدع وهدم وتعودان إلى الفترة نفسها»
في الأدب العربي تغنى الشعراء بهوائها العليل فقال أحدهم:
سكنها الآراميون والعرب منذ القديم  وقد عاب الحجازيون من يناسبهم فقال زفر بن الحارث يهجو عمر بن الوليد بن عقبة :
نبأت، عمرو بن الوليد يسبني            وعمرو أستها للصالحين سبوب
وكل معيطي إذا بات ليلة                إلى شربة بالرقمتين طروب
عليك بحوارين ناسب نبطها              فمالك في أهل الحجاز نسيب
كما وردت في شعر بن عرادة التميمي الذي هجا يزيد بن معاوية قائلاً:
أبني أمية إن آخـــر ملككم               جسد بحوراين ثم مقيـــــم
طرقت منيته وعند وساده                كوب وزق راعف مرثوم
ومرنة تبكي على نشوانـه                      بالصنج تقعد تارة وتقــوم
وفي العصر الحديث ذكرها ابن البلدة خالد أبو حمزة
```
في قصيدته مالي بتركيا لا نخل ولا ثمر .بقوله:
```

أيا منزلا لي بحوارين آلفه                        كأنه من جنان الخلد منحدر
إلى قوله:
شدوا الركاب وقوموا إن مشربنا    ماء بحوارين لا ملح ولا كدر .
ومعروف ان يزيد بن معاوية كان يستجم بها صيفا عندما كان أمير مؤمنين حيث كانت منازل أخواله وترعرع فيها بصغره وتولع بهوائها العليل،
تاريخيا
فُتح حوارين القائد خالد بن الوليد عام 13 للهجرة  634 للميلاد جاء في تاريخ فتوحات بلاد الشام  فتح القريتين  وحوارين 
واصل المسلمون سيرهم حتى وصلوا إلى القريتين فاعترضهم أهلها، وجرى اشتباكٌ بين الطرفين أسفر عن انتصار المسلمين، ثُمَّ مرُّوا بحوارين فتحصَّن أهلها وراء أسوارهم وطلبوا مساعدةً عاجلةً من المدن والقرى المجاورة، فجاءهم جيشان الأوَّل من بعلبك والثاني من بصرى، يبلغ عديدهما أكثر من أربعة آلاف مقاتل، لكنَّ المسلمين اصطدموا بهما قبل أن يصلا وشتتوهما، واضطرَّ أهالي حوارين إلى قبول الصلح وتضم حوارين اليوم عدداً من الأوابد الأثرية ومنها الحصن الشهير الذي تحول إلى قصر أيام الأمويين ويسميه أهل القرية اليوم حصن حوارين إضافة إلى سبع كنائس قديمة لا تزال اثنتان منها قائمتين، منها واحدة اسمها كنيسة جعارة التي ما زالت جدرانها قائمة ومساحتها تقدر بستمائة متر مربع، وربما كانت هيكلاً وثنياً في عهد الرومان ثم حولت إلى كنيسة وهي مبنية بحجر كلسي كبير الحجم تبعد عن القرية 500 متر لا تقل سعة عن الكنيسة الثانية  التي اسمها الرهبان 
و تتألف كنيسة جعارة من صحن مركزي مستطيل ورواقين جانبيين وهيكل من الشرق وغرفتين على جانبي الهيكل واستخدمت فيها من الجانب الشرقي قواعد وتيجان قطرها 120 سم وارتفاع الجدران حوالي 5 أمتار ظاهرة وقسم مدفون وقد قامت دائرة آثار حمص منذ سنوات بمحاولة ترميمها وفق مخطط مدروس، أما كنيسة الرهبان فهي مبنية من الحجر الكبير الحجم والمستطيل الشكل وتضم فناء واسعاً في وسطها ومداخل من الغرب والجنوب والشمال وهي كنيسة كبيرة جداً يقوم بجانبي صحنها المركزي رواقان وهيكل من الشرق استعملت في بنائها تيجان بديعة من الداخل والأعلى ولا تزال جدران الغرف الجانبية للمدخل والحنية قائمة فيها ونظراً لأهمية القرية أثرياً وتاريخياً دأبت المديرية العامة للآثار والمتاحف على كشف معالمها عن طريق تشكيل بعثة تنقيب وطنية منذ فترة لكنها اليوم متوقفة بسبب الأوضاع الراهنة
وتم العثور على مكتشفات أثرية هامة في المقابر منها اليوناني والفينيقي والروماني والبيزنطي ليدل على أهميتها التاريخية وعن تحصينات متقنة من العصر الروماني تشير إلى هندسة وقوة التحصينات المتعلقة بالمنطقة الشرقية من سورية كما عُثر على أقنية ري من العصر الروماني بالإضافة إلى التعرف على مجموعة من الأبنية البيزنطية التي تدل على أهمية الموقع وتم كذلك تتبع السكن فيه حتى الفترات الإسلامية. سجن أم معبد وثني !
من المعروف أن اليونان والرومان ومن بعدهم البيزنطيون أقاموا خطوطاً من التحصينات اسكنوا فيها حاميات ألقوا على عاتقها مهمة الدفاع عن حدود الدول التي كانوا يحتلونها وتتكون هذه الحاميات من قلاع ومن حصون ( أبراج )

## في كتب التاريخ
ذكرها توفيق برو في كتابه تاريخ العرب القديم عندما تحدث عن المنذر بن الحارث "569-581م بأنه كان من أصحاب الطبيعة الواحدة بالسيد المسيح وقد خالف الإمبراطورية كثيرا فاتخذ الروم من هذه الأعمال جميعها دليلًا على تحديه لهم. فأصدر الإمبراطور أمرا سريا إلى عامله الجديد في الشام -وكان صديقا للمنذر- بأن يحتال للقبض عليه، فدعاه لحضور حفلة تدشين كنيسة جديدة بنيت في حوارين، وما أن أطل عليها حتى ألقي القبض عليه، وأرسله إلى العاصمة مع زوجته وثلاثة من أولاده، فوضعوا جميعًا في الأسر، ثم جرى نفيهم إلى صقلية حيث قضى المنذر نحبه بعد حين. 
والجدير بالذكر أن القسم الجنوبي من حوارين أصبح اليوم بلدة منفصلة اسمها مهين وهي مركز الناحية حاليا.
وذكر فتح الله الصايغ الحلبي في كتابه رحلة إلى بادية الشام والجزيرة العربية عام 1812م، بعد صدد توجهنا إلى الشرق مررنا بين بلدتين صغيرتين مهين وحوارين 
وقال بينهما ماء يكفيهما وفي كل واحدة حوالي 20 بيتا وخرب ولباس أهلهما لباس أهل البادية ولهجتهم لهجة البادية.

## آثار حوارين
تمتلك حوارين الكثير من الآثار التي لم يتم الكشف عنها حتى الآن بسبب وجود مساكن الأهالي في المنطقة الأثرية للقرية ويوضح المهندس فريد جبور مدير الآثار بحمص أن المديرية العامة للآثار والمتاحف قامت في السنوات السابقة ببعض أعمال المسح للمنطقة وبعض أعمال التنقيب.
تضم حوارين اليوم عددا من الآثار منها الدير الذي تحول إلى قصر زمن الأمويين ويسمى حاليا حصن حوارين، كما يوجد فيها سبع كنائس قديمة لا تزال اثنتان منها قائمتان، واحدة يسميها أهل القرية كنيسة جعارة ربما كانت هيكلا وثنيا في عهد الرومان ثم حولوها إلى كنيسة، وهي عبارة عن حجر كلسي كبير الحجم ومنعزل عن بيوت القرية للشمال بمسافة نحو 500 متر وهو لا يقل سعة عن الكنيسة الثانية التي تعرف بكنيسة الرهبان.
تتألف كنيسة جعارة  من صحن مركزي مستطيل ورواقين جانبيين وهيكل من الشرق وغرفتين على جانبي الهيكل استخدمت من الجانب الشرقي من البناء قواعد وتيجان ذات قطر 120 سم وارتفاع الجدران أربعة أمتار وقد قامت دائرة آثار حمص بترميمها وفق مخطط مدروس.
أما كنيسة الرهبان فهي مبنية من الحجر الكبير الحجم والمستطيل الشكل وتضم فناء واسعا في وسطها ومداخل من الغرب والجنوب والشمال وهي كنيسة كبيرة جدا يقوم بجانبي صحنها المركزي رواقان ومن الشرق الهيكل الكبير استعملت في بنائها تيجان بديعة من الداخل والأعلى.
جدران الغرف الجانبية للمدخل لا تزال قائمة إضافة إلى الحنية التي تتوضع على ارتفاع خمسة أمتار مرجحا أنها كانت برجا أطلق عليه الحصن لافتا إلى وجود الحرم بمدخل الحصن المتجه للشمال حيث أن شكله مستطيل ويقوم سقفه على صفين من القناطر المحمولة على ثلاثة أعمدة في كل صف كما في الباحة حجر مزخرف أيضا.
قامت في وقت سابق لجنة من دائرة آثار حمص بلحظ الكنائس والمواقع الأثرية المكتشفة على المخطط التنظيمي للقرية بالتنسيق مع مديرية الخدمات الفنية بالمحافظة واقترحت تضمين حدودها الأثرية والوجائب اللازمة لحمايتها بالإضافة إلى قيام دائرة آثار حمص بإعداد الكشوف التقديرية اللازمة لترميم المواقع القديمة كنيستي الرهبان والجعارة المسجلتين أثريا والتنسيق مع المديرية العامة للآثار للحظ ترميمها في خطط الترميم المقبلة.
```
كان السكان يزرعون مختلف محاصيلهم من القمح والبقول و الشعير إلى الأشجار المثمرة من الكرمة والرمان والتين سقيا من ثلاثة أنهار وعيون إلا أن عوامل الجفاف دفعت العديد من أبنائها للهجرة طلبا للرزق منوها بوجود العديد من الأقنية الرومانية في القرية منها قناتا البراك والمزرعة.
```

لا زالت الكثير من العائلات تحتفظ ببيوتها الطينية الباردة صيفا والدافئة شتاء والمصنوعة من الحجارة والطين إضافة إلى القدد الخشبية وقصب الزل وتزينها من الداخل التقسيمات الهندسية التي تلائم مختلف مكونات البيت الريفي.